# Klosstjärnen (Mora socken, Dalarna)
Klosstjärnen är en sjö i Mora kommun i Dalarna och ingår i Dalälvens huvudavrinningsområde.